# Hårstarr
Hårstarr (Carex capillaris) är en art inom släktet starrar och familjen halvgräs.
Den är tättuvad och späd, 5 till 25 centimeter hög med korta rent gröna och platta blad. De små ljusgröna axen är mycket fåblommiga och hänger på slaka långa skaft, det övre upprätta axet är rent hanligt med de övriga enbart bär honblommor. Fruktgömmena har endast ett mycket kort spröt eller näbb och de ljusbruna axfjällen faller tidigt av.

## Förväxlingsarter
Dess ljusa nästan gulgröna färg och de hängande glesa axen gör att den inte bör kunna förväxlas med andra starrarter på sina typiska växtplatser.
Skogsstarr (C.sylvatica) är något liknande men kraftigare och växer på torrare och skuggigare mark i lundar och parker.
I norra fjällkedjan kan den kraftigare och mörkare sotstarren (C.fuliginosa) som återfinnas i liknande miljöer dock vara en förväxlingsrisk.

## Växtplats och ekologi
Hårstarr vill ha fuktig gräsmark på kalkgrund, till exempel rikkärr, slåttermark, diken och översilade fjällängar.

I södra delen av sitt utbredningsområde har den minskat mycket på grund av att lämpliga habitat såsom slåtterängar och rikkärr har försvunnit. Dess litenhet gör den konkurrenssvag och den kräver därför störning i form av slåtter eller bete för att överleva. I norra Sverige, framförallt i fjällen, är det dock fortfarande ganska vanlig i kalktrakter.

## Utbredning
Hårstarr är spridd över hela norden utom Danmark. På Svalbard återfinns sällsynt underarten arktisk hårstarr (C. capillaris ssp. fuscidula) vid varma källor. I de södra delarna har den minskar kraftigt och är nu sällsynt men den är fortfarande ganska vanlig i hela fjällkedjan.